# 扫帚球

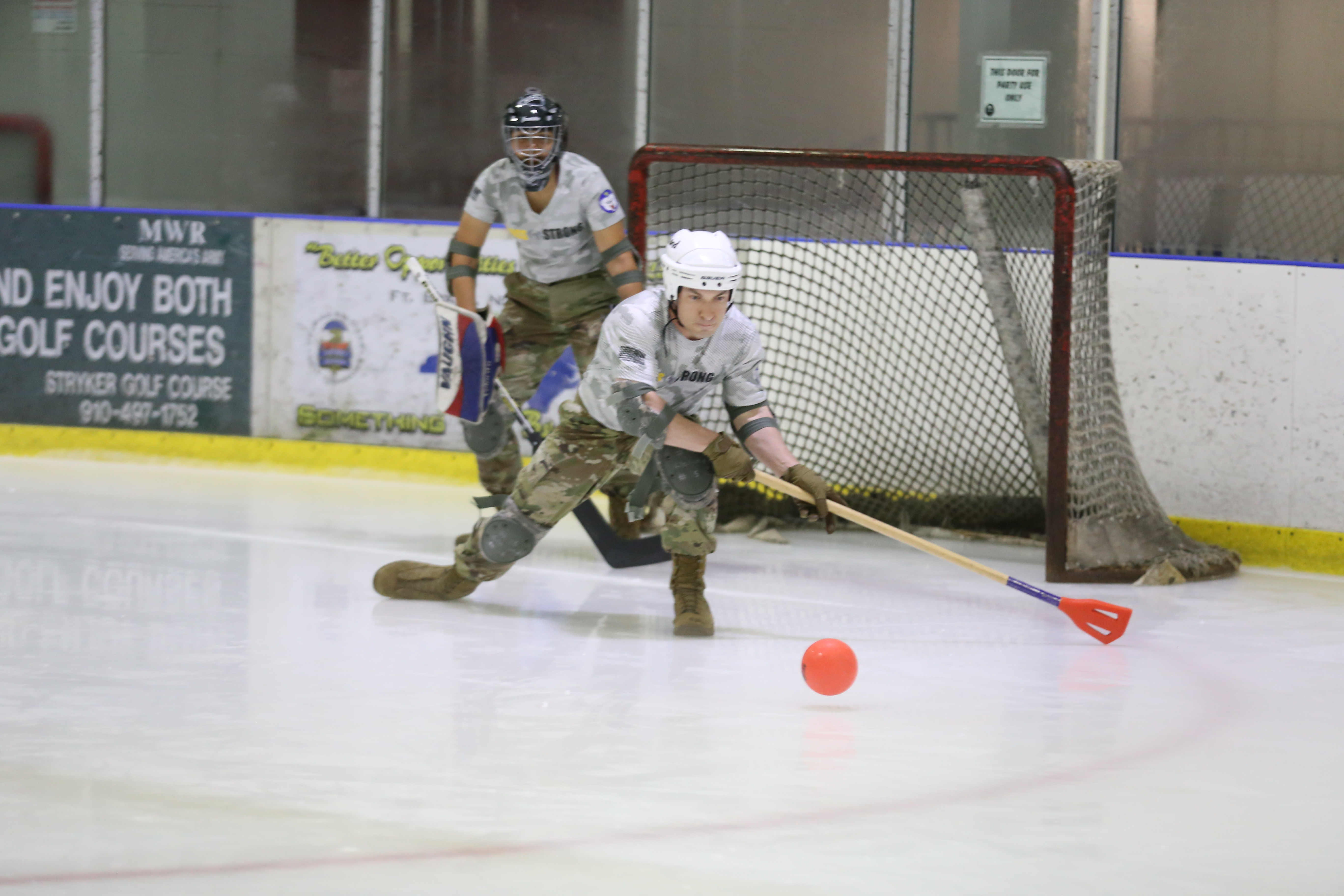
扫帚球

扫帚球是一项冬季運動，通常在冰上或雪上以及室内或室外进行。 它在加拿大和美国比較流行。与大多数在冰上进行的冬季团体运动不同的是，扫帚球參與者可以不用穿溜冰鞋。球员在比賽時用掃帚球棍在冰面或雪地上击球。
一场冰上扫帚球比赛共有两支隊伍參與，每队由六名球员组成：一名守门员和另外五名球员。誰进的球多，誰就獲勝。球員要用扫帚棍将球击入对手的球门。战术和打法与冰球、软式曲棍球等运动类似。